# Castelo de Findlater
O Castelo de Findlater situa-se em uma encosta de Moray Firth, no litoral de Banff and Buchan, Aberdeenshire, Escócia. Está a 15 km a oeste de Banff, próximo ao vilarejo de Sandend, entre Cullen e Portsoy. Ali, os morros contêm quartzo.
O nome Findlater é uma corruptela anglo-saxônica das palavras nórdicas fyn ("branco") e leitr ("morro").
A primeira referência histórica do castelo é de 1246. Alexandre III da Escócia restaurou o castelo por volta de 1260, como parte dos preparativos contra a invasão de Haakon IV da Noruega. Os viquingues tomaram o castelo por algum tempo. As ruínas da construção que ora se encontram no local são do século XIV, quando o castelo foi redesenhado, tomando-se como modelo o Castelo de Roslin.
Por algum tempo, foi o lar do clã MacThomas.